# 凡妮莎·羅素
凡妮莎·艾希莉·羅素（1983年2月5日—），法裔美籍邁阿密大學法律系學生、職業撲克牌選手，在撲克之星（Pokerstars）網站上暱稱為小牛夫人（Lady Maverick）。她出生於紐約白原市，擁有美國和法國雙重國籍。羅素是「撲克之星隊」的成員，並擔任Go Daddy.com的發言人。她自2005年開始以撲克選手之姿征戰各撲克競賽，賺取獎金。她曾登上2009年《運動畫刊》的泳裝特刊。她在2001年高中畢業時擔任畢業生代表，2003年12月畢業於杜克大學。她是撲克選手查德·布朗的妻子。
截至2011年，羅素已在眾多撲克現場賽事進入錢圈，生涯累積獎金290萬美元。她在2005年、2006年、2008年、2009年和2010年世界撲克大賽總計十三度打進錢圈。2007年，她在線上撲克世界錦標賽奪下亞軍，帶走超過70萬美元的獎金。翌年她挑戰2008年世界撲克大賽主賽事，在6844名參賽者中排名625名。羅素以27歲之齡，躋身撲克史上累積獎金最高的前五名女玩家。此外，她也成為撲克界的性感象徵。她也是親賭推手，在美國及國際上支持博弈運動。

## 外部連結
- 官方網站 （页面存档备份，存于）
- 凡妮莎·羅素，Bluff Magazine
- 凡妮莎·羅素（页面存档备份，存于），TheHendonMob.com
- 凡妮莎·羅素（页面存档备份，存于），Card Player
- 凡妮莎·羅素（页面存档备份，存于），WSOP.com